# Fartuun Adan
Fartuun Abdisalaan Adan (en somali : Fartuun Aadan, en arabe : فارتوون عدن), née en 1969, est une militante sociale somalienne qui agit pour la paix, les droits de l'homme et ceux des femmes. Elle obtient, en 2013, le prix international de la femme de courage. En 2022, elle est lauréate du prix Nobel alternatif avec sa fille Ilwad Elman.

## Vie personnelle
Fartuun Adan est née en 1969 et a grandi à Mogadiscio en Somalie. Elle fait des études à l'université de Mogadiscio et se marie, à dix-huit ans avec Elman Ali Ahmed (en), un entrepreneur produisant des générateurs d'électricité et militant pour la paix en Somalie. De leur union, naissent trois filles.
En 1996, durant la guerre civile, son mari est assassiné par les seigneurs de guerre près de la maison familiale, au sud de Mogadiscio. Elle émigre alors au Canada en 1999 pour élever ses filles.
En 2007, elle revient en Somalie pour plaider en faveur de la paix, des droits de l'homme et ceux des femmes mais aussi pour poursuivre l’œuvre de son mari.

## Carrière
Elle crée un groupe de défense des droits qu'elle nomme Centre Elman pour la paix et les droits de l'homme (en), une organisation non gouvernementale basée à Mogadiscio, créée en l'honneur de son défunt mari. Elle en est la directrice exécutive pour la paix. Outre la défense des droits de l'homme cette organisation aide les parents dont les enfants ont rejoint le groupe extrémiste somalien Al-Shabbaab.
Grâce à ce centre, elle co-fonde, en juillet 1991, Sœur Somalie (en anglais : Sister Somalie), premier programme du pays pour aider les victimes de violences sexuelles et de mariage forcé. Elle est rejointe plus tard par sa fille Ilwad.

## Récompenses
En 2013, Fartuun Adan obtient du département d'État des États-Unis, le prix international de la femme de courage,.
En 2014, elle reçoit une bourse du gouvernement allemand et le prix des droits de l'Homme, de la fondation Friedrich-Ebert pour son travail en faveur de la paix au centre Elman pour les droits de l'homme.
En 2015, Fartuun Adan et sa fille Aden reçoivent le prix international Militant Gleitsman décerné par le Center for Public Leadership (en).
En 2022, Fartuun Adan et sa fille  Ilwan Elman reçoivent le Prix Nobel alternatif.